# Amtsgericht Germersheim
Das Amtsgericht Germersheim ist ein Gericht der ordentlichen Gerichtsbarkeit und eines von drei Amtsgerichten im Landgerichtsbezirk Landau in der Pfalz. Es hat seinen Sitz in Germersheim.

## Gerichtsbezirk
Der Gerichtsbezirk umfasst die Stadt Germersheim und die Verbandsgemeinden Lingenfeld, Bellheim und Rülzheim mit den politischen Gemeinden Sondernheim, Freisbach, Hördt, Knittelsheim, Kuhardt, Leimersheim, Lustadt (Ober- und Niederlustadt), Ottersheim, Schwegenheim, Weingarten, Westheim (Pfalz) und Zeiskam.

## Gebäude

### Beschreibung
Das Amtsgericht in der Gerichtsstraße 6 liegt in der Germersheimer Innenstadt in der Nähe des Flusses Queich. Es nutzt zwei zeitlich versetzt errichtete Gebäudeteile aus Sandstein-Mauerwerk mit Holzbalkendecken, die nachträglich baulich verbunden wurden.

### Baugeschichte
Der Bau des Amtsgebäudes begann im Jahre 1853 mit dem hinteren Gebäudeteil als Polizeigefängnis. Das vordere Gebäudeteil folgte im Jahre 1865 als Amtsgericht. Bis heute ist das Amtsgericht in diesem Gebäude untergebracht.
Die Arbeitsbedingungen der Amtspersonen verbesserte sich 1892 mit dem Bau eines eingeschossigen Verbindungstraktes zwischen den beiden Gebäudeteilen, der 1901 ein weiteres Stockwerk erhielt. 1920 wurden dann das Dachgeschoss sowohl des Verbindungsbaus als auch des Polizeigefängnisses ausgebaut. Die bis 1976 mit Kanonenöfen beheizten Räume wurden durch eine modernere Heizungsanlage ersetzt. In der Zeit von 1977 bis 1983 wurde das Gebäude mehrmals umgebaut. Unter anderem wurde das Amtsgericht dabei auf das seit 1966 geschlossene Gefängnisgebäude ausgedehnt.
Ein Neubau oder eine grundlegende Sanierung ist seit mehreren Jahrzehnten in der Diskussion. Das derzeitige Gebäude ist nur im Erdgeschoss barrierefrei (der große Sitzungssaal befindet sich allerdings im ersten Obergeschoss) und die Anforderungen an die Sicherheit des Gebäudes und der Mitarbeitenden wurden nur eingeschränkt erfüllt. Vom Land Rheinland-Pfalz wurde im Jahr 2020 eine Sanierungslösung bevorzugt, deren Umsetzung allerdings frühestens 2027 beginnen könnte. Ein dauerhafter Umzug an einen anderen Standort wird nicht mehr erwogen.

## Referate
Im Amtsgericht werden geführt:
- 4 Zivilreferate
- 2 Familienreferate
- 1 Strafreferat
- 1 Verwaltungsreferat
- Referate der freiwilligen Gerichtsbarkeit
  - Vormundschaft und Betreuung
  - Nachlass
  - Grundbuch
- 3 Gerichtsvollzieherbezirke[8]

## Personal
Insgesamt sind beim Amtsgericht Germersheim 38 Personen beschäftigt (Stand: August 2005), unter anderem:
- 5 Richter, davon eine Richterin als Halbtagskraft
- 5 Rechtspfleger
- 3 Gerichtsvollzieher
- 17 Beamte des mittleren Dienstes sowie Angestellte

## Übergeordnete Gerichte
Zum Landgerichtsbezirk Landau gehören weiterhin die Amtsgerichte Kandel und Landau in der Pfalz. Zuständiges Oberlandesgericht ist das Pfälzische Oberlandesgericht Zweibrücken.